# Caimão-comum

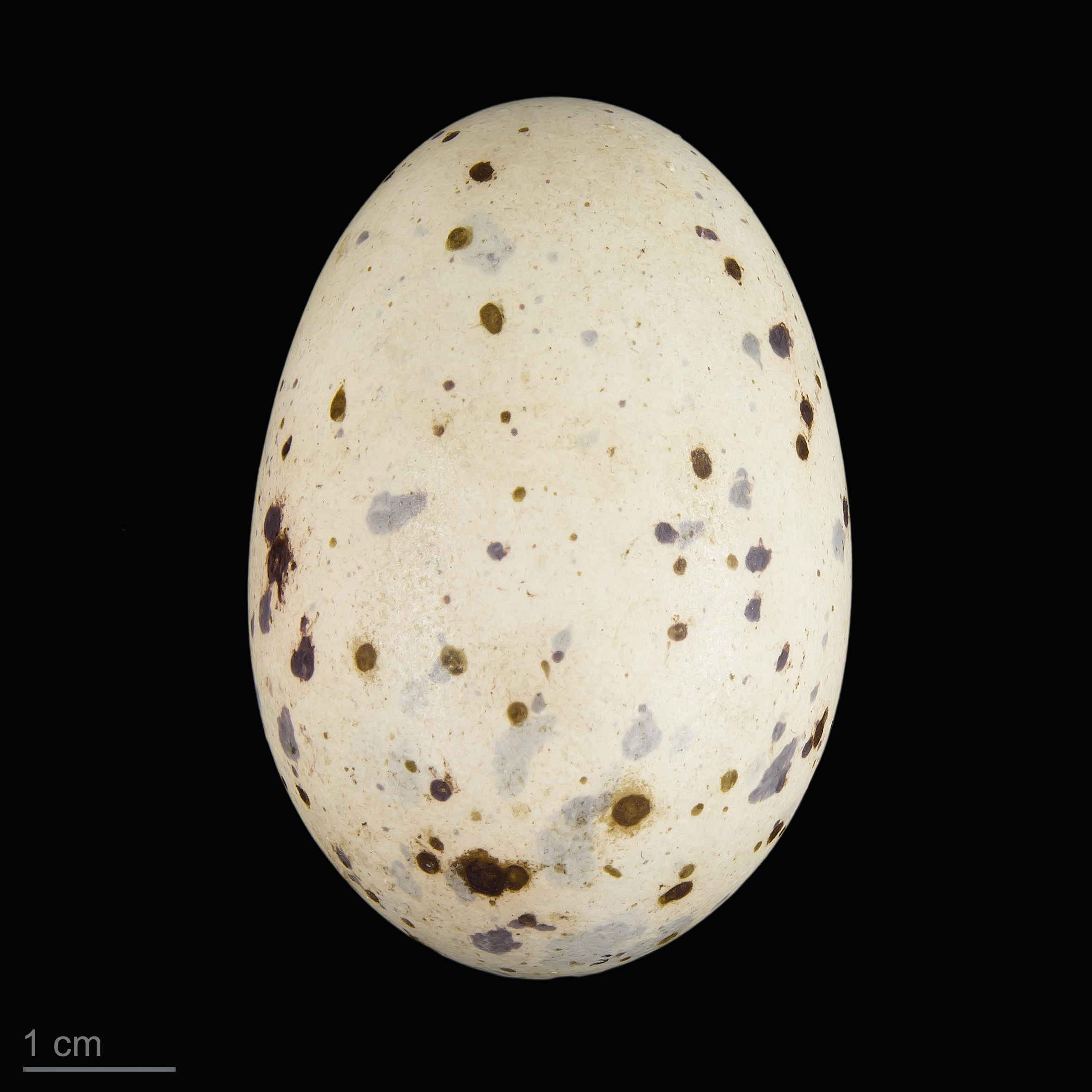
Porphyrio porphyrio - MHNT

O caimão-comum, galinha-sultana (Porphyrio porphyrio) é uma ave da família Rallidae. É claramente maior que um galeirão-comum, distinguindo-se pela plumagem azul e pelo bico e patas vermelhos. As penas infracaudais que são brancas, e é uma característica facilmente visível quando a ave levanta a cauda. Os caimões escondem-se frequentemente por entre a vegetação, mas as suas vocalizações, que fazem lembrar um trompete, denunciam a sua presença.
Distribui-se por quatro continentes: Europa, África, Ásia e Oceania. A sua distribuição na Europa limita-se à Península Ibérica e à Sardenha.
Frequenta pauis e lagos com abundante vegetação emergente, à qual recorre como zona de refúgio.
Em algumas traduções da bíblia, o caimão é listado entre as aves consideradas imundas, bem como todas as aves da família Gruiformes e Rallidae, pelo fato de uma ave dessa família estar entre as aves impuras, os demais da sua família também o são, isto pode ser visto no livro de levítico 11 e deuteronómio 14.

## Subespécies
São normalmente reconhecidas 20 subespécies. Em Portugal ocorre a subespécie
- P. p. porphyrio - esta subespécie distribui-se pela Península Ibérica, pela Sardenha e pelo Magrebe.